# Chassis Construction Company
Chassis Construction Company Ltd. war ein britischer Hersteller von Automobilen.

## Unternehmensgeschichte
Das Unternehmen aus Taunton stand in Verbindung zu C. Allen & Sons Ltd. 1906 begann die Produktion von Fahrgestellen und Automobilen. Der Markenname lautete CCC. Die Bridgwater Motor Company war einer der Käufer der Fahrgestelle. 1907 endete die Produktion.

## Fahrzeuge
Das Unternehmen bezog viele Teile für die Fahrgestelle von Malicet & Blin. Einbaumotoren von Établissements Ballot trieben die Fahrzeuge an. Dabei handelte es sich um Motoren mit T-Kopf. Das kleinste Modell war der 8 HP mit einem Einzylindermotor. Daneben gab es die Modelle 16/20 HP, 20/30 HP und 24/30 HP mit Vierzylindermotoren. Die Motoren waren vorne im Fahrzeug montiert und trieben über eine Kette die Hinterachse an.
Der Versuch, ein Taxi für London zu konstruieren, scheiterte.